# Saadallah Wannous
Saadallah Wannous (arabisch سعد الله ونوس, DMG Saʿd Allāh Wannūs; * 1941 in Hussein al-Bahr; † 15. Mai 1997) war ein syrischer Dramatiker. Seine Theaterstücke zählen zu den bekanntesten Werken der zeitgenössischen syrischen Literatur.

## Leben
Wannous wurde im Dorf Hussein al-Bahr, nahe der syrischen Hafenstadt Tartous geboren, wo er seine frühe Erziehung erhielt. Er studierte Journalismus in der ägyptischen Hauptstadt Kairo und arbeitete später als Redakteur des Kunst- und Kulturteils der syrischen Zeitung Al-Baath und der libanesischen Zeitung As-Safir. Er war außerdem viele Jahre Leiter der syrischen Musik- und Theaterverwaltung. In den späten 1960er Jahren reiste er nach Paris, wo er Theater studierte und verschiedene Strömungen, Richtungen und Schulen des europäischen Theaters kennenlernte. Seine Karriere als Bühnenautor hatte in den frühen 1960er Jahren mit mehreren Einaktern begonnen, die durch das Grundthema des Autors, die Beziehung zwischen dem Individuum, der Gesellschaft und ihren Regierungen, gekennzeichnet waren.
In den späten 1960er Jahren, ausgelöst durch die arabische Niederlage gegen Israel im Sechstagekrieg von 1967, wurde das arabische politische Theater geboren. Die Niederlage hatte zur Schaffung einer neuen Ebene des Bewusstseins unter Künstlern und Intellektuellen gegenüber der von der Regierung kontrollierten Presse und ihrer Unterwanderung der Populärkultur geführt. Im Jahre 1969 rief Wannous gemeinsam mit einer Gruppe von Bühnenautoren zur Schaffung eines arabischen Festivals für Theaterkunst in Damaskus auf, welches später begründet und von Dramatikern aus der gesamten arabischen Welt besucht wurde. Auf diesem Festival stellte er sein „Theater der Politisierung“ vor, welches das traditionelle „politische Theater“ ersetzen sollte. Sein Ziel war eine positivere Rolle des Theaters im Prozess des sozialen und politischen Wandels. Zu bekannten Stücken von ihm gehören: Der Elefant, der König aller Zeiten (1969), Der König ist der König (1977) und Hanthala's Reise vom Schlaf zum Bewusstsein (1978).
In den späten 1970er Jahren half Wannous bei der Gründung der Hochschule für Theaterkünste in Damaskus, an der er auch später unterrichtete. Er initiierte außerdem das Magazin hayat al-masrah (Theaterleben), in welchem er über Jahre als Chefredakteur tätig war. Schockiert von der israelischen Belagerung und Besetzung von Beirut, unterbrach er sein Schreiben für die Dauer von zehn Jahren. In den frühen 1990er Jahren kehrte er mit einer Serie von Werken für die arabische Bühne zurück, die nicht weniger politisch als ihre Vorgänger waren, beginnend mit Die Vergewaltigung (1990), einem Bühnenstück über den arabisch-israelischen Konflikt. Danach schrieb er weitere Stücke wie Fragmente aus der Geschichte (1994), Rituale von Zeichen und Transformationen (1994), Miserable Träume (1995), Ein Tag in unserer Zeit (1995) und schließlich Epos der Illusion (1996).
Im Jahre 1996 wurde er von der UNESCO (Organisation der Vereinten Nationen für Erziehung, Wissenschaft und Kultur) und dem Internationalen Theaterinstitut eingeladen, um die Grußadresse anlässlich des Internationalen Theatertags am 27. März an die Welttheatergemeinde zu richten. Wannous war der erste arabische Schriftsteller seit Einführung dieser Tradition im Jahr 1963, der dafür ausgewählt wurde. Am 15. Mai 1997 starb er an Krebs, gegen den er fünf Jahre lang angekämpft hatte.

### Familiäres
Seine 1982 geborene Tochter, Dima Wannous, die 2011 aus Damaskus nach Beirut flüchtete und seit 2018 in London lebt, ist selbst Schriftstellerin, Übersetzerin und Journalistin geworden.

## Ausgewählte Stücke
- Abendgala für den 5. Juni (Haflat samar min agl hamis haziran) (1967)
- Der Elefant, der König aller Zeiten (1969)
- Der König ist der König (1977)
- Hanthala's Reise vom Schlaf zum Bewusstsein (1978)
- Die Vergewaltigung (1990)
- Fragmente aus der Geschichte (1994)
- Rituale von Zeichen und Transformationen (1994)
- Miserable Träume (1995)
- Ein Tag in unserer Zeit (1995)
- Epos der Illusion (1996)